# Месиния (ном)
Меси́ния (греч. Μεσσηνία, МФА: [mɛsiˈnia]) — один из пятидесяти четырёх  номов Греции, расположенный на юго-западе административного округа Пелопоннес, расположенном на полуострове Пелопоннес. Центром нома Месиния является город Каламата. Омывается водами Ионического моря, на юге находится Мессенский залив. На востоке нома расположены горы Тайгет, которые отделяют Месинию от Лаконии. Другие крупные города нома: Филиатра, Месини, Гаргальяни, Кипарисия, Пилос, Корони, Метони. Ном занимает часть территории Мессении, исторической области Древней Греции.
Примечание: цифры приведены по состоянию на 2001 год и включают численность населения всего муниципального округа (дима), а не только муниципалитета (города).

## История

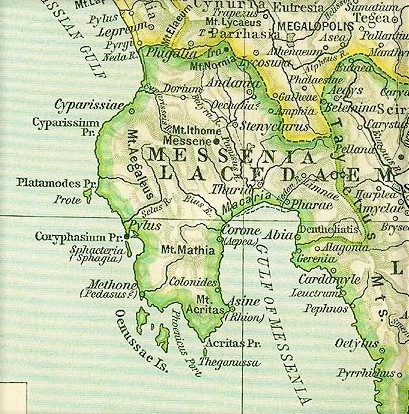
Карта древней Мессении

В древнейшее время, по преданиям, была заселена лелегами. Согласно Гомеру, в Мессении находилось царство легендарного сына Нелея и участника Троянской войны Нестора с центром в г. Пилос, сохранившем много памятников Эгейской культуры.
В результате Мессенских войн Мессения попала под власть Спарты. Стала независимой в 369 году до н. э. после победы фиванцев во главе с Эпаминондом над Спартой. В этом же году была основана новая столица Мессении — Мессена (совр. Месини).
В 336 году до н. э. в Мессении известны тираны: Неон и Фрасилох, сыновья Филиада, правившие как ставленники Македонии. В I веке до н. э. территория Мессении вошла в состав римской провинции Ахайя.

## Административное деление
В состав нома Месиния входят 29 димов и 2 сообщества. Самым населённым является община (дим) Каламата, в котором проживает 57 620 жителей. Наименее населено сообщество Трипила с населением 626 жителей.

## География

### Горы
Наивысшая гора — Профитис-Илиас (Προφήτης Ηλίας, 2404 м.) в горах Тайгет. В центре нома, а также на западе находится равнина, одна из самых плодородных в Греции.

### Реки
Самая большая река нома — Памисос, которая пересекает равнину Каламаты и впадает в  Мессенский залив. На границе с Элидой находится Неда. Наименьшие реки: Великас и Недонас, которые пересекают город Каламата.

## Экономика
Каламата — торговый и промышленный центр нома Месиния, также и значительный порт.
В сельскохозяйственном секторе главное место занимают: инжир, виноград, в том числе изюм и вино, апельсины, оливки и оливковое масло.
В последнее время все большее значение приобретает туризм, главным образом из Германии, Великобритании и Швеции.